# Сара Нетаньягу
Сара Нетаньягу або Нетаньяху (івр. שרה נתניהו, уродж. Бен-Арці (івр. בן ארצי); нар. 5 листопада 1958, Кір'ят-Тівон, Хайфський округ, Ізраїль) — дружина прем'єр-міністра Ізраїлю Беньяміна Нетаньягу. За фахом — психолог освіти, дружина прем'єр-міністра Ізраїлю, яка обіймає цю посаду вже втретє.

## Життєпис

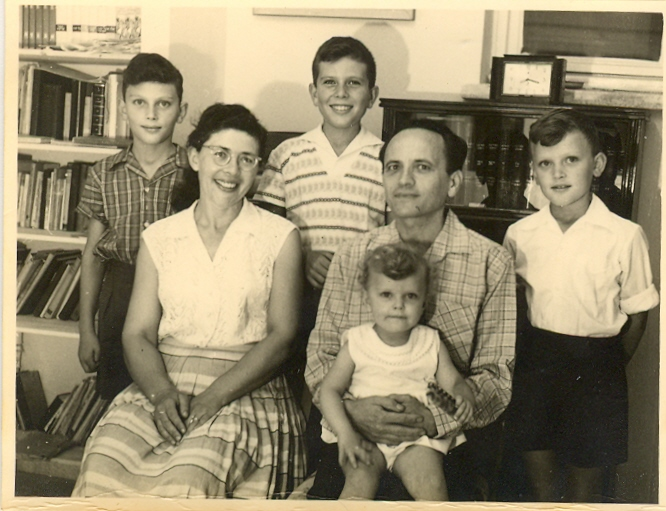
Сара на колінах у свого батька Шмуеля Бен-Арці, 1960 рік

Сара Бен-Арці (згодом Нетаньягу) народилася 5 листопада 1958 року в північному ізраїльському містечку Кір'ят-Тівон, неподалік від Хайфи. Її батько, Шмуель Бен-Арці, був ізраїльським педагогом, письменником, поетом і біблеїстом польського походження, який помер у 2011 році у віці 96 років. Її мати, Хава (уроджена Паріцкі; 1922–2003), була єрусалимкою в шостому поколінні. У неї є три брати, всі вони були чемпіонами Ізраїльської олімпіади з читання Біблії: Матаня Бен-Арці, професор математики, Хагай Бен-Арці, професор Біблії та єврейської думки, і Амація Бен-Арці, технологічний підприємець. Вона відвідувала середню школу Грінберга в Кір'ят-Тівоні, де була видатною ученицею.
Пізніше вона працювала репортером у Maariv LaNoar, щотижневому журналі для ізраїльських підлітків. В Армії оборони Ізраїлю вона була психотехнічним експертом у відділі поведінкових наук Управління воєнної розвідки («Аман»). Нетаньягу отримала ступінь бакалавра психології в Тель-Авівському університеті в 1984 році та ступінь магістра в Єврейському університеті в Єрусалимі в 1996 році.

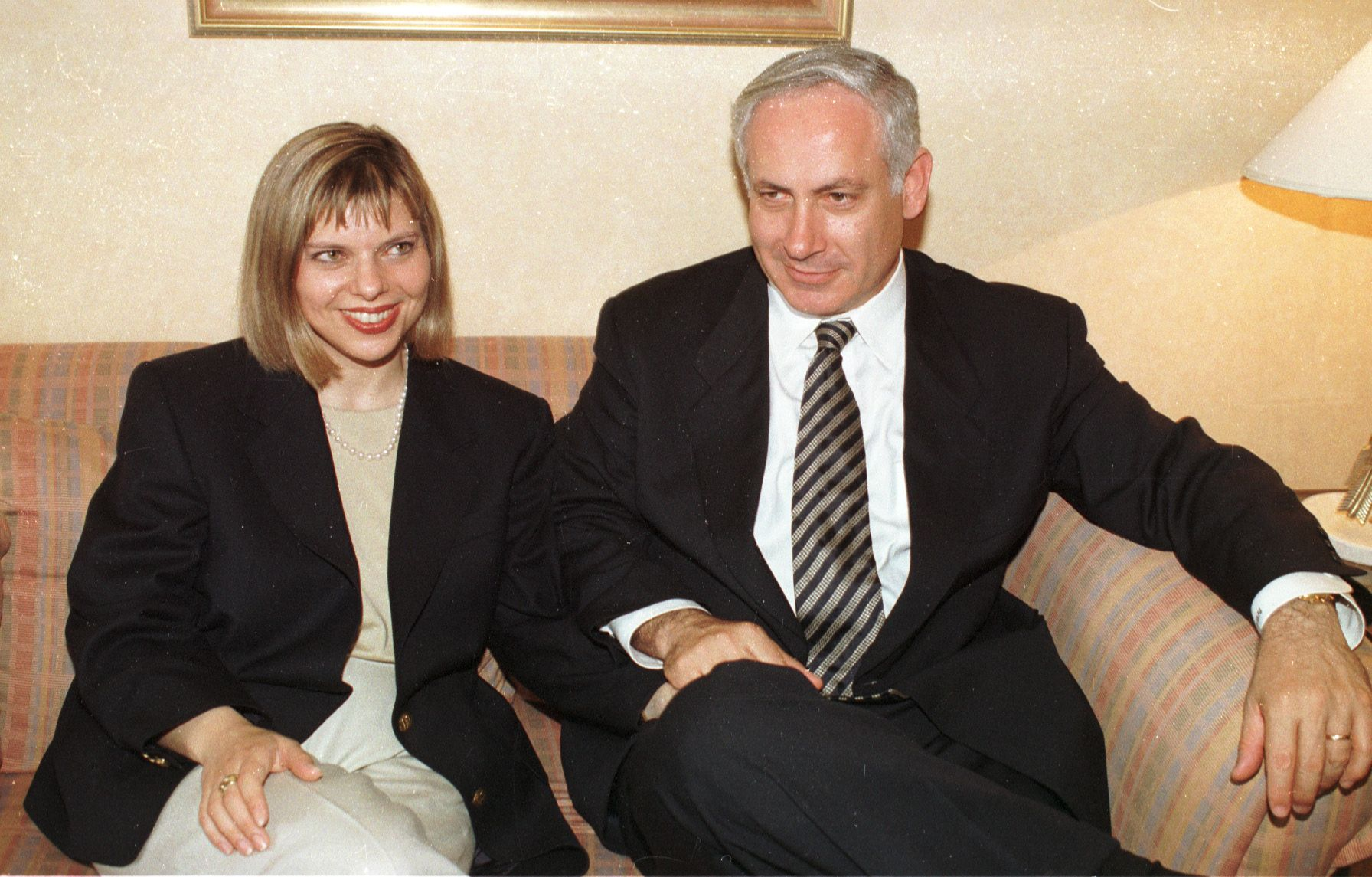
Сара і Беньямін Нетаньягу незабаром після того, як стало відомо про його обрання прем'єр-міністром, 1996 рік

Нетаньягу працювала психотехнічним експертом з оцінки обдарованих дітей в Інституті сприяння молодіжній творчості та досконалості, очолюваному доктором Ерікою Ландау, та в реабілітаційному центрі Міністерства праці. Вона також працювала стюардесою в авіакомпанії Ель-Аль.
Як дружина прем'єр-міністра, Нетаньягу очолювала організацію допомоги дітям, які зазнали насильства, «Яд б'Яд», а також «Цаад Кадіма» для дітей з церебральним паралічем. У 2001 році вона пішла працювати педагогічним психологом у психологічну службу муніципалітету Єрусалиму. Її робота включає психологічну діагностику та лікування дітей у шкільній системі, а також допомогу дітям із сімей, що перебувають у скруті.

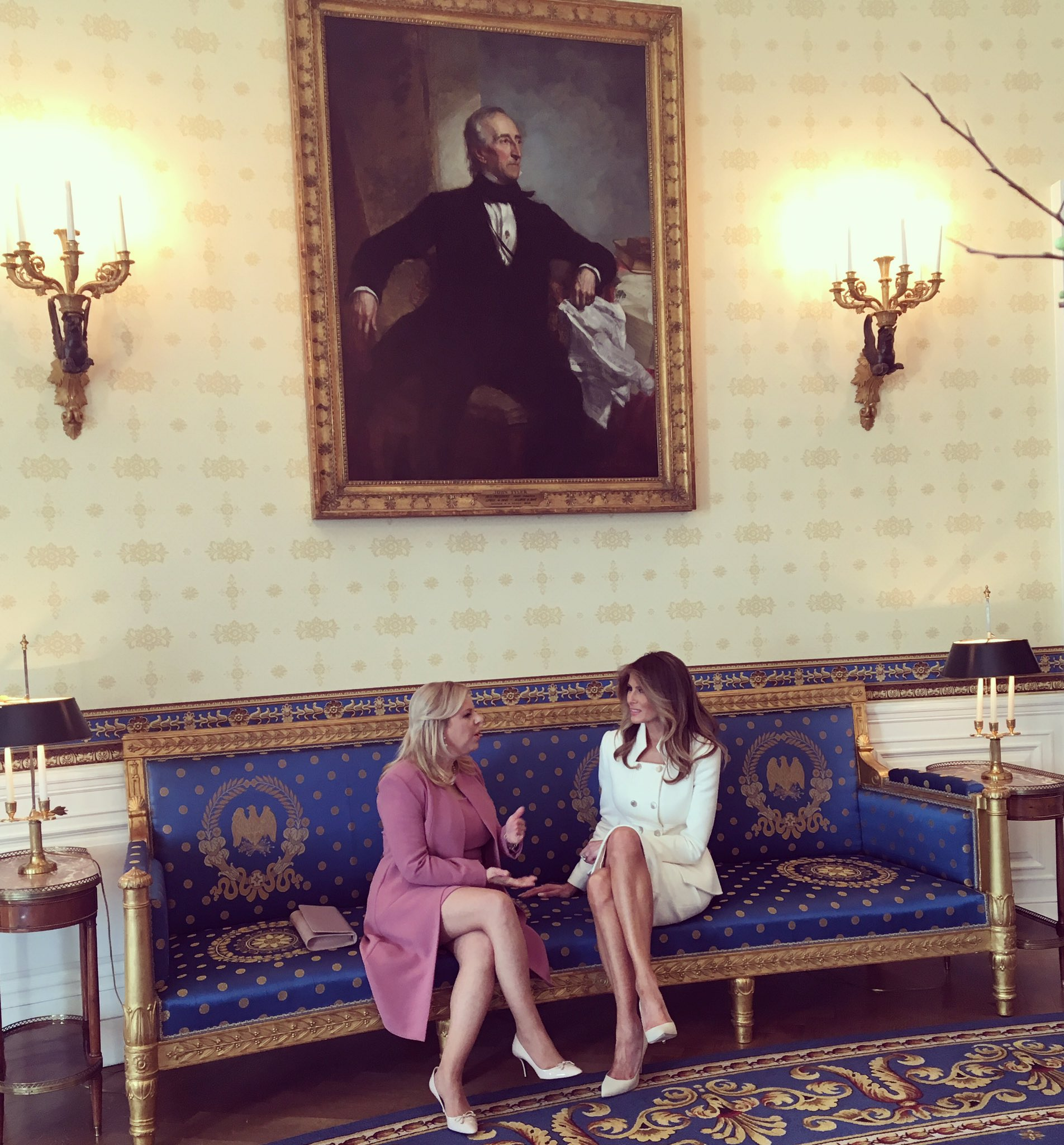
Меланія Трамп і Сара Нетаньяху в Блакитній кімнаті, 2017 рік

Нетаньягу одружилася з Дороном Нойбергером у 1980 році. Пара розлучилася в 1987 році.
У 1991 році вона вийшла заміж за Беньяміна Нетаньягу. У них двоє синів, Яір та Авнер. У 2010 році Авнер виграв Міжнародний конкурс знавців Біблії на національному рівні, а на міжнародному посів третє місце.

## Критика

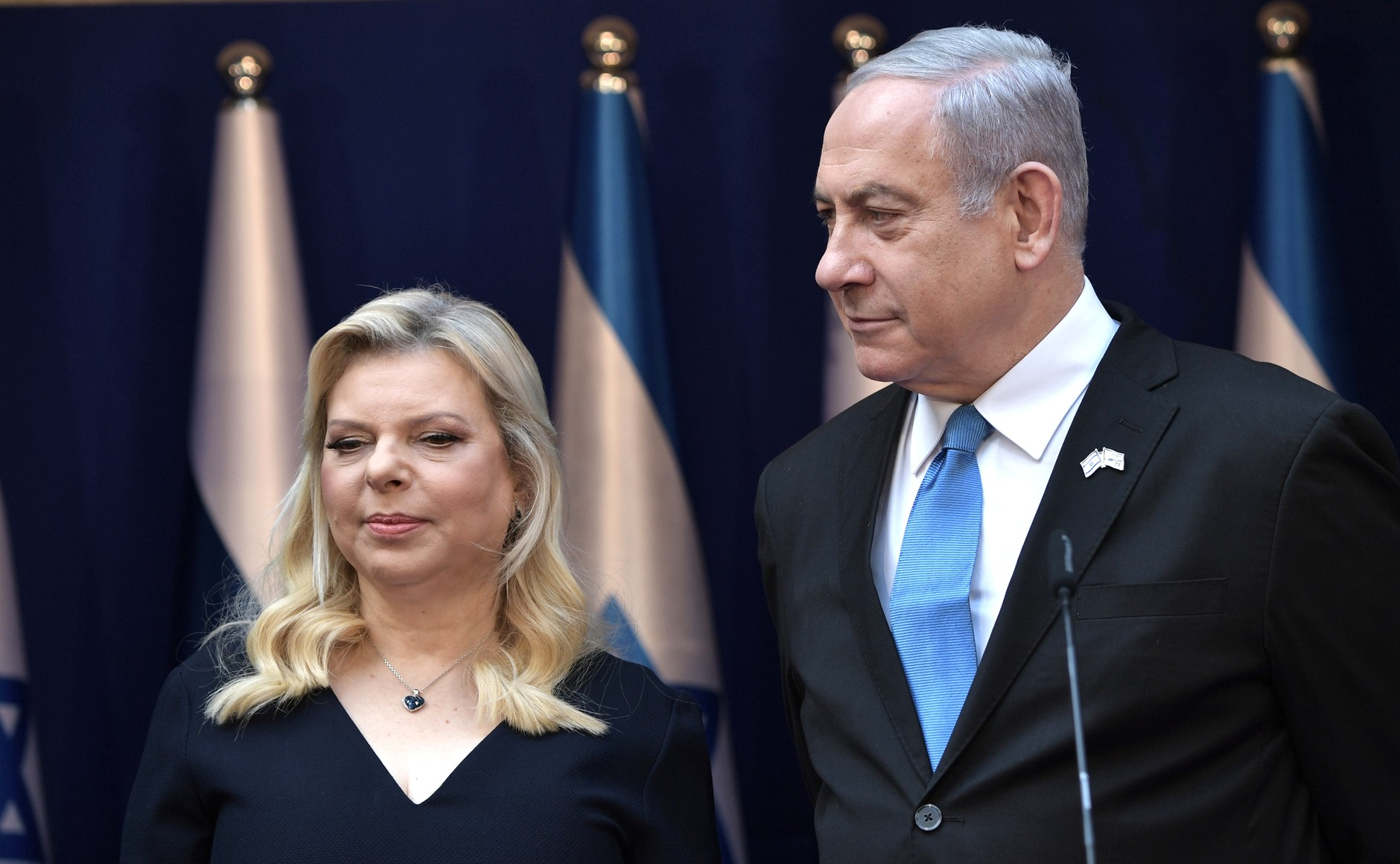
Сара і Беньямін Нетаньягу, 2020 рік

Сара Нетаньягу привертає багато уваги ЗМІ, зазвичай негативного тону і з акцентом на поганих міжособистісних відносинах. Вона виграла справу про наклеп, подану проти видавництва Schocken за неправдиві наклепи на неї, а також позов про наклеп у 2002 році проти місцевої газети Kol Ha'ir, після того, як у колонці пліток газети було опубліковано два необґрунтованих повідомлення про неї. У 2008 році 10-й канал повідомив, що під час поїздки до Лондона з чоловіком для участі в кампанії публічної дипломатії під час війни в Лівані в 2006 році вона витратила велику суму грошей на предмети розкоші, оплачені донором у Лондоні. У відповідь Нетаньягу подала позов проти каналу за наклеп. Оскільки її поїздка не була схвалена Комітетом з питань етики Кнесету, її чоловік був повідомлений про це комітетом.
У січні 2010 року домробітниця сім'ї подала на Сару Нетаньягу до суду з трудових спорів за затримку заробітної плати, несправедливі умови праці та словесні образи. У березні 2014 року на Нетаньягу подав до суду інший доглядач і колишній охоронець сім'ї за звинуваченнями в тому, що вона ображала його. У лютому 2016 року Суд з трудових спорів Єрусалиму виніс рішення на користь позивача Мені Нафталі, який стверджував, що Сара Нетаньягу створила несприятливе робоче середовище, і присудив відшкодування збитків на суму в розмірі 170,000 ізраїльських шекелів. Національний суд з трудових спорів відхилив апеляцію позивача.

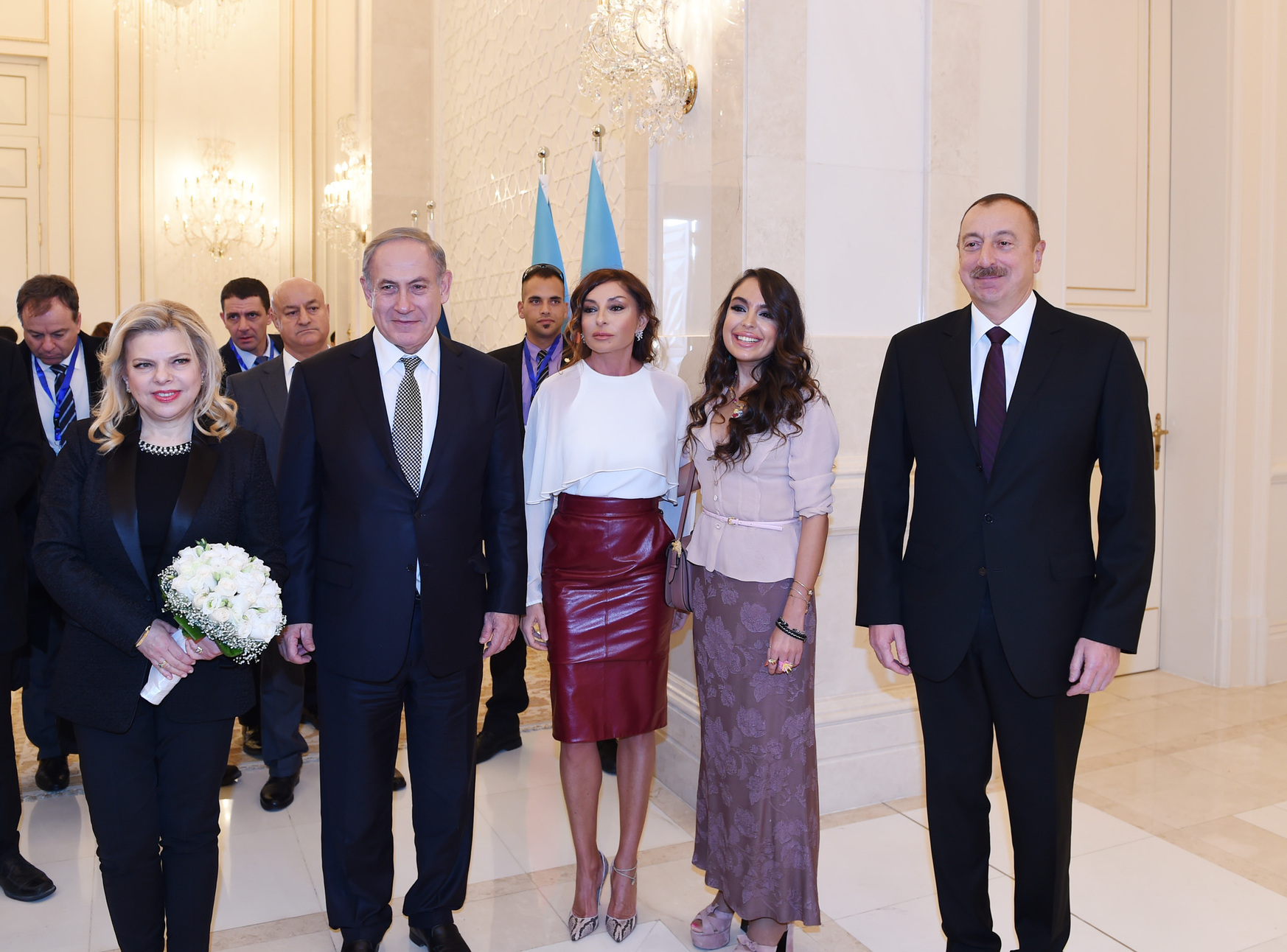
Під час візиту в Азербайджан

У 2015 році з'явилися повідомлення про те, що вона замовила обіди в ресторані і стягнула з уряду майже $100 000 за ці витрати, коли в канцелярії прем'єр-міністра вже працював кухар. Поліція рекомендувала висунути їй звинувачення в 2016 році. 8 вересня 2017 року генеральний прокурор Авіхай Мандельбліт оголосив, що Нетаньягу буде звинувачено в замовленні обідів за державний кошт без дозволу. 17 січня 2018 року відбулося слухання справи з пред'явленням обвинувачення. Адвокати Нетаньягу зустрілися з Мандельбліт, тоді як сама вона не з'явилася, порушивши звичайну практику. Після того, як переговори про угоду зі слідством провалилися, суд було призначено на 19 липня. Адвокати Нетаньягу стверджували, що страви були замовлені помічником для високопоставлених осіб, які приїжджали до них.
16 червня 2019 року Нетаньягу підписала угоду про визнання вини і була визнана винною у нецільовому використанні державних коштів, при цьому більш серйозне звинувачення у шахрайстві було знято. Її зобов'язали виплатити державі 55 000 шекелів ($15 275).